# IC 1410
IC 1410 ist eine elliptische Galaxie vom Hubble-Typ E im Sternbild Aquarius auf der Ekliptik. Sie ist schätzungsweise 368 Millionen Lichtjahre von der Milchstraße entfernt.
Das Objekt wurde am 19. September 1892 von Stéphane Javelle entdeckt.